# Kristian I av Sachsen
Kristian I , född 29 oktober 1560 i Dresden, död 25 september 1591 i Dresden, kurfurste av Sachsen. Död 25 september 1591.
Son till kurfursten August I av Sachsen och Anna av Danmark.
Gift 25 april 1582 i Dresden med Sofia av Brandenburg

## Barn
1. Kristian II av Sachsen, född 23 september 1583
2. Johan Georg I av Sachsen, född 5 mars 1585
3. Dorothea, född 7 januari 1591

Samt ytterligare fyra barn.